# Thyridanthrax meridionalis
Thyridanthrax meridionalis är en tvåvingeart som beskrevs av Cole 1923. Thyridanthrax meridionalis ingår i släktet Thyridanthrax och familjen svävflugor. Inga underarter finns listade i Catalogue of Life.